# Barinasuchus arveloi
Barinasuchus arveloi è un rettile estinto, appartenente ai crocodilomorfi. Visse nel Miocene medio (circa 13 - 15 milioni di anni fa) e i suoi resti fossili sono stati ritrovati in Sudamerica. 

## Descrizione
Questo animale è noto solo per fossili frammentari, tra cui la parte anteriore di un cranio con mandibola. Il fossile, lungo circa 70 centimetri, ha portato a supporre che la lunghezza dell'animale intero fosse di oltre 5,5 metri. Barinasuchus doveva essere quindi uno dei predatori più grandi del Miocene sudamericano. Il cranio di Barinasuchus era molto alto e stretto, anche in rapporto a quello dei suoi stretti parenti (i sebecosuchi), che erano tutti solitamente dotati di alti crani. Come quasi tutti i sebecosuchi, anche Barinasuchus possedeva lunghi denti compressi lateralmente, ricurvi all'indietro e dai margini seghettati, simili a quelli dei dinosauri carnivori. Le dimensioni di Barinasuchus lo denotano come il più grande sebecosuco noto. 

## Classificazione
Barinasuchus arveloi venne descritto per la prima volta nel 2007, sulla base di un cranio parziale ritrovato nella formazione Parángula in Venezuela. Altri fossili frammentari ritrovati nella formazione Ipururo, in Perù, sono stati in seguito attribuiti a questa forma. Barinasuchus rappresenta uno degli ultimi sebecosuchi, un gruppo di rettili affini ai coccodrilli tipici del Cenozoico sudamericano, dalle attitudini predatorie e spiccatamente terricoli. Tra questi, sembra che Barinasuchus fosse una forma piuttosto basale. 

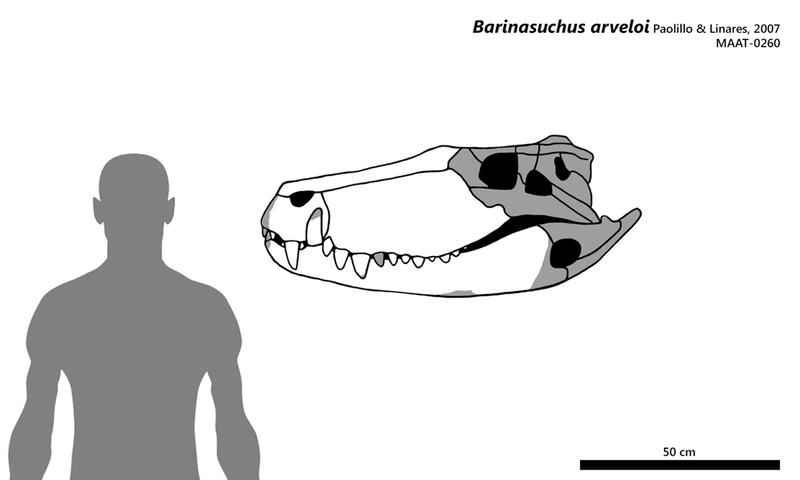
Cranio di Barinasuchus arveloi a confronto con le dimensioni di un uomo

## Paleoecologia
Barinasuchus doveva essere un formidabile predatore terrestre, probabilmente il più grande tra i predatori del Miocene della parte settentrionale del Sudamerica. I denti ricurvi e seghettati e il cranio alto e stretto indicano che Barinasuchus poteva strappare grossi brandelli di carne, ma il modo di nutrirsi doveva essere molto diverso da quello degli odierni coccodrilli.